# Tecnophilus
Tecnophilus is een geslacht van kevers uit de familie van de loopkevers (Carabidae). De wetenschappelijke naam van het geslacht is voor het eerst geldig gepubliceerd in 1877 door Chaudoir.

## Soorten
Het geslacht Tecnophilus omvat de volgende soorten:
- Tecnophilus croceicollis (Menetries, 1843)
- Tecnophilus pilatei Chaudoir, 1877